# Ligue des champions masculine de volley-ball 2009-2010
Navigation
Ligue des champions 2008-2009 Ligue des champions 2010-2011
La Ligue des champions de volley-ball masculin est la plus importante compétition de club de la saison 2009-2010 en volley-ball.

## Participants
Le nombre de participants est basé sur le classement des pays:
| Pos. | Pays       | Nombre d'équipes | Équipes ¹                                               |
| ---- | ---------- | ---------------- | ------------------------------------------------------- |
| 1    | Italie     | 3                | Trentino Volley Pallavolo Plaisance AS Volley Lube      |
| 2    | Russie     | 2                | Dynamo Moscou Zenit Kazan                               |
| 3    | Grèce      | 2                | Olympiakos Le Pirée Panathinaikos                       |
| 4    | Pologne    | 3                | Skra Bełchatów Resovia Rzeszów Jastrzębski Węgiel (w/c) |
| 5    | Espagne    | 2                | CV Teruel CV Almería                                    |
| 6    | France     | 2                | Paris Volley Tours VB                                   |
| 7    | Belgique   | 2                | Volleyteam Roulers VC Maaseik                           |
| 8    | Allemagne  | 1                | VfB Friedrichshafen                                     |
| 9    | Autriche   | 1                | Hypo Tirol Innsbrück                                    |
| 10   | Tchéquie   | 1                | VK České Budějovice                                     |
| 11   | Monténégro | 1                | Budvanska Rivijera Budva                                |
| 12   | Turquie    | 1                | Istanbul BB                                             |
| 13   | Slovénie   | 1                | ACH Bled (w/c)                                          |
| 14   | Serbie     | 1                | Radnicki Kragujevac                                     |
| 21   | Bulgarie   | 1                | CSKA Sofia (w/c)                                        |

¹ (w/c) correspond au wild-card octroyé

## Compétition

### Première phase
Les équipes sont réparties en six groupes de quatre. Les deux premiers de chaque groupe ainsi que les quatre meilleurs troisièmes sont qualifiés pour le tour suivant

#### Poule A
| # | Équipe                     | Pts | J | G | P | Sp | Sc | Ratio | Pp  | Pc  | Ratio |
| - | -------------------------- | --- | - | - | - | -- | -- | ----- | --- | --- | ----- |
| 1 | Trentino Volley            | 10  | 6 | 4 | 2 | 15 | 9  | 1.667 | 549 | 492 | 1.116 |
| 2 | Dynamo Moscou              | 10  | 6 | 4 | 2 | 14 | 9  | 1.556 | 537 | 495 | 1.085 |
| 3 | Olympiakos Le Pirée        | 10  | 6 | 4 | 2 | 15 | 10 | 1.5   | 557 | 535 | 1.041 |
| 4 | Jihostroj Ceske Budejovice | 6   | 6 | 0 | 6 | 2  | 18 | 0.111 | 386 | 507 | 0.761 |

#### Poule B
| # | Équipe      | Pts | J | G | P | Sp | Sc | Ratio | Pp  | Pc  | Ratio |
| - | ----------- | --- | - | - | - | -- | -- | ----- | --- | --- | ----- |
| 1 | Zenit Kazan | 11  | 6 | 5 | 1 | 16 | 6  | 2.667 | 531 | 471 | 1.127 |
| 2 | CSKA Sofia  | 9   | 6 | 3 | 3 | 10 | 14 | 0.714 | 504 | 538 | 0.937 |
| 3 | Tours VB    | 8   | 6 | 2 | 4 | 12 | 14 | 0.857 | 564 | 566 | 0.996 |
| 4 | CV Almería  | 8   | 6 | 2 | 4 | 10 | 14 | 0.714 | 496 | 520 | 0.954 |

#### Poule C
| # | Équipe                   | Pts | J | G | P | Sp | Sc | Ratio | Pp  | Pc  | Ratio |
| - | ------------------------ | --- | - | - | - | -- | -- | ----- | --- | --- | ----- |
| 1 | AS Volley Lube           | 11  | 6 | 5 | 1 | 17 | 5  | 3.4   | 536 | 478 | 1.121 |
| 2 | Hypo Tirol Innsbruck     | 9   | 6 | 3 | 3 | 12 | 12 | 1     | 521 | 523 | 0.996 |
| 3 | VC Maaseik               | 9   | 6 | 3 | 3 | 11 | 13 | 0.846 | 524 | 518 | 1.012 |
| 4 | Budvanska Rivijera Budva | 7   | 6 | 1 | 5 | 7  | 17 | 0.412 | 520 | 582 | 0.893 |

#### Poule D
| # | Équipe              | Pts | J | G | P | Sp | Sc | Ratio | Pp  | Pc  | Ratio |
| - | ------------------- | --- | - | - | - | -- | -- | ----- | --- | --- | ----- |
| 1 | Skra Bełchatów      | 11  | 6 | 5 | 1 | 17 | 5  | 3.4   | 525 | 478 | 1.098 |
| 2 | Volleyteam Roulers  | 10  | 6 | 4 | 2 | 14 | 9  | 1.556 | 522 | 494 | 1.057 |
| 3 | CV Teruel           | 9   | 6 | 3 | 3 | 11 | 12 | 0.917 | 522 | 512 | 1.02  |
| 4 | Radnicki Kragujevać | 6   | 6 | 0 | 6 | 2  | 18 | 0.111 | 418 | 503 | 0.831 |

#### Poule E
| # | Équipe              | Pts | J | G | P | Sp | Sc | Ratio | Pp  | Pc  | Ratio |
| - | ------------------- | --- | - | - | - | -- | -- | ----- | --- | --- | ----- |
| 1 | VfB Friedrichshafen | 10  | 6 | 4 | 2 | 14 | 7  | 2     | 499 | 459 | 1.087 |
| 2 | Panathinaïkós       | 10  | 6 | 4 | 2 | 12 | 9  | 1.333 | 489 | 488 | 1.002 |
| 3 | Pallavolo Plaisance | 8   | 6 | 2 | 4 | 10 | 12 | 0.833 | 496 | 488 | 1.016 |
| 4 | Jastrzębski Węgiel  | 8   | 6 | 2 | 4 | 8  | 16 | 0.5   | 518 | 567 | 0.914 |

#### Poule F
| # | Équipe          | Pts | J | G | P | Sp | Sc | Ratio | Pp  | Pc  | Ratio |
| - | --------------- | --- | - | - | - | -- | -- | ----- | --- | --- | ----- |
| 1 | Resovia Rzeszów | 11  | 6 | 5 | 1 | 17 | 8  | 2.125 | 576 | 504 | 1.143 |
| 2 | ACH Bled        | 9   | 6 | 3 | 3 | 12 | 13 | 0.923 | 530 | 542 | 0.978 |
| 3 | Istanbul BB     | 8   | 6 | 2 | 4 | 10 | 12 | 0.833 | 480 | 499 | 0.962 |
| 4 | Paris Volley    | 6   | 6 | 0 | 6 | 2  | 18 | 0.111 | 362 | 484 | 0.748 |

## Final Four
Le Final Four, initialement prévu à Łódź (Pologne) du 10 au 11 avril 2010, a été annulé à la suite du crash de l'avion présidentiel polonais. Il a été reprogrammé à une date ultérieure.
|  | Demi-finales                             | Demi-finales                             |                        |   | Finale                             | Finale                             |
|  | Demi-finales                             | Demi-finales                             |                        |   | Finale                             | Finale                             |
|  |                                          |                                          |                        |   |                                    |                                    |
|  | Łódź, 01.05.10 (25–23 19–25 21–25 17–25) | Łódź, 01.05.10 (25–23 19–25 21–25 17–25) |                        |   | Łódź, 02.05.10 (12–25 20–25 21–25) | Łódź, 02.05.10 (12–25 20–25 21–25) |
|  | Łódź, 01.05.10 (25–23 19–25 21–25 17–25) | Łódź, 01.05.10 (25–23 19–25 21–25 17–25) |                        |   | Łódź, 02.05.10 (12–25 20–25 21–25) | Łódź, 02.05.10 (12–25 20–25 21–25) |
|  | Skra Bełchatów                           | 1                                        |                        |   | Łódź, 02.05.10 (12–25 20–25 21–25) | Łódź, 02.05.10 (12–25 20–25 21–25) |
|  | Skra Bełchatów                           | 1                                        |                        |   | Łódź, 02.05.10 (12–25 20–25 21–25) | Łódź, 02.05.10 (12–25 20–25 21–25) |
|  | Dynamo Moscou                            | 3                                        |                        |   | Łódź, 02.05.10 (12–25 20–25 21–25) | Łódź, 02.05.10 (12–25 20–25 21–25) |
|  | Dynamo Moscou                            | 3                                        | Dynamo Moscou          | 0 |                                    |                                    |
|  | Łódź, 01.05.10 (13–25 25–23 21–25 17–25) |                                          | Dynamo Moscou          | 0 |                                    |                                    |
|  |                                          | Trentino Volley                          | 3                      |   |                                    |                                    |
|  | ACH Bled                                 | Trentino Volley                          | 3                      | 1 |                                    |                                    |
|  | ACH Bled                                 |                                          |                        | 1 |                                    |                                    |
|  | Trentino Volley                          | 3                                        |                        |   |                                    |                                    |
|  | Trentino Volley                          | 3                                        | Match pour la 3e place |   |                                    |                                    |
|  |                                          |                                          |                        |   |                                    |                                    |
|  | Łódź, 02.05.10 (25–16 22–25 31–29 25–20) |                                          |                        |   |                                    |                                    |
|  |                                          |                                          |                        |   |                                    |                                    |
|  | Skra Bełchatów                           | 3                                        |                        |   |                                    |                                    |
|  | Skra Bełchatów                           | 3                                        |                        |   |                                    |                                    |
|  | ACH Bled                                 | 1                                        |                        |   |                                    |                                    |
|  | ACH Bled                                 | 1                                        |                        |   |                                    |                                    |

### Récompenses
- MVP :   Osmany Juantorena (Trentino Volley)
- Meilleur Réceptionneur :   Daniel Lewis (ACH Bled)
- Meilleur Serveur :   Osmany Juantorena (Trentino Volley)
- Meilleur passeur :  Łukasz Żygadło (Trentino Volley)
- Meilleur Libero :  Andrea Bari (Trentino Volley)
- Meilleur central :  Matevz Kamnik  (ACH Bled)
- Meilleur attaquant :   Dante Amaral (Dynamo Moscou)
- Meilleur marqueur :  Mariusz Wlazły (Skra Bełchatów)